# Pihen-lès-Guînes
Pihen-lès-Guînes település Franciaországban, Pas-de-Calais megyében. Lakosainak száma 530 fő (2022. január 1.). Pihen-lès-Guînes Saint-Tricat, Bonningues-lès-Calais, Caffiers, Hames-Boucres, Landrethun-le-Nord és Saint-Inglevert községekkel határos.

## Népesség
A település népességének változása:
| Lakosok száma | 467  | 476  | 494  | 499  | 498  | 499  | 503  | 516  | 530  |
|               | 2013 | 2015 | 2016 | 2017 | 2018 | 2019 | 2020 | 2021 | 2022 |